# Номенклатура неорганических соединений ИЮПАК
Историю появления общей номенклатуры ИЮПАК можно просмотреть здесь.
Каков бы ни был шаблон номенклатуры, имена строятся из таких сущностей, как:
- название элемента,
- мультипликативные префиксы,
- префиксы, обозначающие атомы или группы заместителей или лигандов,
- суффиксы, обозначающие заряд,
- названия и окончания, обозначающие родительские соединения,
- суффиксы, указывающие на характерные группы заместителей,
- инфиксы,
- локанты,
- дескрипторы (структурные, геометрические, пространственные и др.),
- пунктуация.

Ниже представлена номенклатурная таблица ИЮПАК по неорганической химии. 
| Составляющая часть названия молекулы или частицы                                       | Правило | Пример(ы) |
| -------------------------------------------------------------------------------------- | --- | --- |
| изотоп                                                                                 | За редким исключением в виде традиционных названий, изотопы обозначаются в виде «элемент-{\displaystyle {\ce {A}}}», где {\displaystyle {\ce {A}}} — массовое число. | {\displaystyle {\ce {^18O}}} — кислород-18 Исключения: {\displaystyle {\ce {^1H}}} — протий, {\displaystyle {\ce {^2H}}} — дейтерий, {\displaystyle {\ce {^3H}}} — тритий. |
| электроположительный многоатомный стехиометрический префикс                            | Перед названием катиона ставится корень греческого числа, обозначающего общее их количество к молекуле. | {\displaystyle {\ce {N_2O}}} — (моно)оксид диазота |
| электроотрицательный многоатомный стехиометрический префикс                            | То же самое, но с анионом. | {\displaystyle {\ce {P2O5}}} — пентаоксид (ди)фосфора (оксид фосфора(V)) |
| электроотрицательное стехиометрическое оксопоказательное окончание                     | После обозначение аниона в соединении ставится окончание «-ид», если анион является бескислородным, «-ит», если он содержит промежуточное количество атомов кислорода и «-ат», если он является предельным по кислороду. | {\displaystyle {\ce {CuS}}} — сульфид меди(II) {\displaystyle {\ce {CuSO3}}} — сульфит меди(II) {\displaystyle {\ce {CuSO4}}} — сульфат меди(II) {\displaystyle {\ce {MgCl(OH)}}} — гидроксид-хлорид магния |
| интерметаллидные интерфиксы                                                            | Систематические названия интерметаллидов предложено образовывать из одного слова, в котором названия элементов с соответствующими числовыми приставками разделены дефисом. | {\displaystyle {\ce {NaPo}}} — натрий-полоний {\displaystyle {\ce {MgCu4Sn}}} — олово-тетрамедь-магний {\displaystyle {\ce {(TiFe)O3}}} — триоксид железа-титана |
| замещающие инфиксы                                                                     | Используются такие инфиксы, как: - «тио-», если в анионе один из атомов кислорода заменен на атом серы, - «пероксо-», если в анионе один из атомов кислорода заменен на два. | {\displaystyle {\ce {Na2S2O3 (Na2SO3S)}}} — тиосульфат натрия {\displaystyle {\ce {HNO2(O2)}}} — пероксоазотная кислота |
| лигандный инфикс                                                                       | В названии аниона вначале указываются атомы кислорода и другие атомы и группы атомов; все они рассматриваются как лиганды. Названия лигандов, заряженных отрицательно, всегда оканчиваются на -о. Все название аниона пишется в одно слово. Далее приводятся нетривиальные случаи: 1) Углеводородные радикалы рассматриваются как анионные лиганды, но сохраняют обычный суффикс «-ил». 2) Лиганды типа {\displaystyle {\ce {CH3O^-}}}получают название «-метоксо-». 3) Лиганд {\displaystyle {\ce {CH3S^-}}}- называют «-метилтио-» или «-метантиолато-». 5) Лиганды {\displaystyle {\ce {NO}}} («-нитрозил-»), {\displaystyle {\ce {NS}}}, {\displaystyle {\ce {CO}}} («-карбонил-») и {\displaystyle {\ce {CS}}} принято считать нейтральными, если в формуле отсутствует указание на заряд. 6) Вода и аммиак считаются нейтральными лигандами и обозначаются соответственно как «-аква-» и «-аммин-». 7) Если лиганд связан с центральным атомом несколькими способами, это различие отмечается с помощью символов -S, -N, -О и т. д. после названия лиганда. Если же название лиганда однозначно определяет место присоединения, символ координируемого атома не указывается. Например, для «-тиоцианато-» ({\displaystyle {\ce {SCN}}}) и «-изотиоцианато-» ({\displaystyle {\ce {NCS}}}) символы серы и азота («связующих» элементов) не указываются. В русской литературе {\displaystyle {\ce {SCN}}} называется «-тиоцианато-{\displaystyle {\ce {S}}}-», а {\displaystyle {\ce {NCS}}} «-тиоцианато-{\displaystyle {\ce {N}}}-». 8) Названия нейтральных лигандов, кроме {\displaystyle {\ce {H2O}}}, {\displaystyle {\ce {NH3}}}, {\displaystyle {\ce {NO}}}, {\displaystyle {\ce {NS}}}, {\displaystyle {\ce {CO}}} и {\displaystyle {\ce {CS}}}, заключаются в круглые скобки и перед скобкой, если это необходимо, приводятся числовые приставки. 9) В сложных группах, если внешние скобки обозначают весь комплекс, установлен следующий порядок старшинства скобок [()]. Фигурные скобки имеют старшинство между круглыми и прямоугольными скобками. | {\displaystyle {\ce {Na_2[PtCl6]}}} — гексахлороплатинат(IV) натрия |
| лигандный геометрический дескриптор-локант                                             | Приставки «цис-» и «транс-» указывают расположение лигандов в комплексах с координационным числом 4 (квадратно-плоскостная конфигурация) и 6 (октаэдрическая конфигурация); для этих же комплексов (координационное число 6) используют также приставки «гран-» (-граневой) и «ос-» (-осевой). Выбор метода для обозначения положения лиганда по Правилам ИЮПАК основывается на детально разработанном принципе размещения плоскостей, в которых находятся лиганды, перпендикулярно главным осям комплекса. Для октаэдрических комплексов альтернативным методом является метод Кана — Ингольда — Прелога, но он не получил одобрения комиссии ИЮПАК по неорганической номенклатуре. Однако иногда используется система обозначений, основанная на правилах Кана — Ингольда — Прелога (см. ниже) | {\displaystyle {\ce {N2H2}}} — диазен транс-{\displaystyle {\ce {[Co(NH3)4Cl2]^+}}} — транс-дихлоротетраамминкобальт(+) |
| комплексный дескриптор-локант по абсолютной конфигурации Кана — Ингольда — Прелога     | Метод может быть использован для указания в названии соединений абсолютной конфигурации тетраэдрических и октаэдрических комплексов с помощью символов-указателей конфигурации (R), (S) или (Р), (М). Для шестикоординационных комплексов с тремя или двумя бидентатными лигандами ИЮПАК рекомендуется для обозначения конфигурации использовать прописные греческие буквы {\displaystyle {\ce {\Delta}}} и {\displaystyle {\ce {\Lambda}}}, а для обозначения конформаций — строчные буквы {\displaystyle {\ce {\delta}}} и {\displaystyle {\ce {\lambda}}}. | |
| стехиометрический гидропоказательный префикс                                           | Названия кислых солей имеют приставку «гидро-» и числовые приставки, если это необходимо; за приставкой «гидро-» без пробела следует название соответствующего аниона. Таких правил придерживается и наименование всех оснований. Неорганические анионы могут содержать незамещаемый водород. В этом случае в систематическом названии соединения лиганд Н+ следует называть «гидро-» (hydrogen-), но эти соли, конечно, не могут быть отнесены к кислым. Гидроксиды, содержащие группу O(OH), для элементов со степенью окисления +3 имеют названия с приставкой «мета-». | {\displaystyle {\ce {NaOH}}} — гидроксид натрия {\displaystyle {\ce {Na2HPO4}}} — гидрофосфат натрия {\displaystyle {\ce {AlO(OH)}}} — метагидроксид алюминия |
| аддуктивный инфикс                                                                     | Названия молекулярных соединений, сольватов и клатратов по Правилам ИЮПАК строятся следующим образом: названия составных частей разделяются тире, а мольные отношения указываются арабскими цифрами через косую черту, заключаются в скобки и ставятся в конце названия. Вода (как таковая) и соединения бора всегда называются после всех других (в русском языке слово гидрат идет первым). Названия других молекул записываются в порядке возрастания их числа; те названия, для которых число молекул оказывается равным, записываются в алфавитном порядке латинских названий. В формуле молекулярного соединения между обозначениями молекул посредине ставится точка. | {\displaystyle {\ce {Na2SO4\cdot 10H2O}}} — сульфат натрия — вода (1/10) или, что то же самое, декагидрат сульфата натрия {\displaystyle {\ce {NH3\cdot BF3}}} — трифторид бора — аммиак (1/1) {\displaystyle {\ce {BF3\cdot 2H2O}}} — трифторид бора — вода (1/2) {\displaystyle {\ce {8CHCl3\cdot 16H2S\cdot 136H2O}}} — хлороформ — сероводород — вода (8/16/136) |
| гетерополиановый корень                                                                | При составлении названий линейных гетерополианионов центральной считают ту концевую группу, название которой стоит раньше в алфавитном порядке латинских названий, остальные группу считают лигандами. Если концевые группы равноценны, выбор названия группы, которое дается первым в названии аниона, выполняется по алфавиту вторых с конца групп и т. д. | {\displaystyle {\ce {[(O3CrO)(O3AsO)(O3PO)PO]^{4-}}}} — (хромато)(арсенато)(сульфато)фосфат(4−)-ион |
| связной литера-префикс (в составе {\displaystyle {\ce {\pi}}}-комплексного декриптора) | В некоторых случаях для построения названий {\displaystyle {\ce {\pi}}}-комплексов достаточно указания только стехиометрического состава комплекса, однако в некоторых случаях используются греческие буквы. Они обозначают следующее: {\displaystyle {\ce {\eta}}} — указывает на образование нескольких связей с лигандом; надстрочным индексом указывается число связей; {\displaystyle {\ce {\kappa}}} — указывает, что через следующий за этим символом элемент идет связь или координация с центральным атомом. Если есть надстрочный индекс, например, {\displaystyle {\ce {\kappa}}}3, это указывает на число связей с центральным атомом; {\displaystyle {\ce {\lambda}}} — указывает на нестандартное число связей у элемента; {\displaystyle {\ce {\mu}}} — мостиковые атомы или группы. | {\displaystyle {\ce {[Pt(C2H4)Cl3]^-}}} — трихлор({\displaystyle {\ce {\eta}}}2-этен)платинат(II)-ион {\displaystyle {\ce {[Pt(C2H4)(NH3)Cl2]}}} — дихлороаммин(этилен)платина |
| цепной префикс                                                                         | Известно большое число комплексов содержащих полимерные цепи из атомов или их групп; для обозначения их принадлежности к этому типу соединений используют специальную приставку «катена-» (catena-). Эта приставка через дефис и букву μ (мю) ставится впереди соответствующего названия. | {\displaystyle {\ce {Cs[CuCl3]}}} — катена-({\displaystyle {\ce {\mu}}}-хлоро)дихлорокупрат(II) цезия |
| дву- и многоядерный инфикс                                                             | Для названия симметричных многоядерных соединений, не содержащих мостиковых групп, используют умножающие приставки «бис-», «трис-» и т. д. В несимметричных структурах центральный атом рассматривают как основу названия, а остальные атомы как его заместители. Центральным считается атом стоящий ближе к началу последовательности групп длиннопериодной Периодической системы Д. И. Менделеева и имеющий больший атомный номер в группе. Если в многоядерных соединениях имеются мостиковые группы, связь металл — металл указывается в конце названия. | {\displaystyle {\ce {[Br4Re-ReBr4]^{2-}}}} — бис(тетраброморенат)(2−)-ион {\displaystyle {\ce {(C6H5)3AsAuMn(CO)5}}} — пентакарбонил((трифениларсин)ауро)марганец {\displaystyle {\ce {IC(Co(CO)3)3}}} — {\displaystyle {\ce {\mu_3}}}-иодометилидин-цикло-трис(трикардонилкобальт)({\displaystyle {\ce {^3Co-Co}}}).                                                |
| кластерные геометрические декрипторы                                                   | Геометрическая форма таких соединений указывается в их названиях префиксами (от названия геометрических форм): «треугольно-», «квадро-», «тетраэдро-», «октаэдро-», «додекаэдре-» и т. д. Вероятно, по мере накопления сведений о геометрическом строении большего числа комплексов правила будут совершенствоваться и упрощаться. | {\displaystyle {\ce {[Mo6Cl8Cl6]^{2-}}}} — окта({\displaystyle {\ce {\mu_3}}}-хлоро)гексахлоро-октаэдро-гексамолибдат(2-)-ион {\displaystyle {\ce {[(CO)2Ni((CH3)2PCH2CH2P(CH3)2Ni(CO)2)]}}} — ди({\displaystyle {\ce {\mu}}}-этилен-бис(диметилфосфино))бис(дикарбонилникель).                                                                                      |

## Список использованной литературы
1. Nomenclature of Inorganic Chemistry. IUPAC recommendatins 2005. — International Union of Pure and Applied Chemistry, 2005
2. Гринвуд Н., Эрншо А. Химия элементов. — Т.1. — М.: БИНОМ. Лаборатория знаний, 2008. — С. 150—155, 272—273
3. Кан Р., Дермер О. Введение в химическую номенклатуру. — М.: Химия, 1983. — С. 20—60, 192—20[уточнить]
4. Лидин Р. А., Аликберова Л. Ю., Логинова Г. П. Неорганическая химия в вопросах. — М.: Химия, 1991. — С. 185—195
5. Некрасов Б. В. Основы общей химии. — Т.1. — М.: Химия, 1973. — С. 54—57
6. Новый справочник химика и технолога. Основные свойства неорганических, органических и элементоорганических соединений. — С-Пб.: АНО НПО Мир и семья. — 2002. — С. 5—23